# Iris koreana
Iris koreana là một loài thực vật có hoa trong họ Diên vĩ. Loài này được Nakai miêu tả khoa học đầu tiên năm 1914.